# Ancocagua
Ancocagua ist eine Ortschaft im Departamento La Paz im Hochland des südamerikanischen Anden-Staates Bolivien.

## Lage im Nahraum
Ancocagua ist die drittgrößte Gemeinde des Kanton Pucarani im Municipio Pucarani in der Provinz Los Andes und liegt am südöstlichen Ufer der oft ausgetrockneten Laguna Laram Kkola auf einer Höhe von 3890 m zwanzig Kilometer südöstlich des Titicacasees.

## Geographie
Ancocagua liegt auf dem bolivianischen Altiplano zwischen den Anden-Gebirgsketten der Cordillera Occidental im Westen und der Cordillera Central im Osten. Die Region weist ein ausgeprägtes Tageszeitenklima auf, bei dem die mittleren Temperaturschwankungen im Tagesverlauf deutlicher ausfallen als im Jahresablauf.
Die Jahresdurchschnittstemperatur der Region liegt bei 9 °C, die mittleren Monatswerte schwanken nur unwesentlich zwischen 6 °C im Juli und 10 °C im November und Dezember (siehe Klimadiagramm Batallas). Der Jahresniederschlag beträgt etwa 600 mm, die Monatsniederschläge liegen zwischen unter 15 mm in den Monaten Juni bis August und zwischen 100 und 120 mm von Dezember bis Februar.

## Verkehrsnetz
Ancocagua liegt in einer Entfernung von 47 Straßenkilometern nordwestlich von La Paz, der Hauptstadt des gleichnamigen Departamentos.
Von La Paz führt die Nationalstraße Ruta 2 über El Alto in nordwestlicher Richtung dreißig Kilometer bis Villa Vilaque. Einen Kilometer nordwestlich von Villa Vilaque zweigt eine unbefestigte Nebenstraße nach Südwesten ab und erreicht nach sechzehn Kilometern über Corapata und Chojña Collo die Ortschaft Ancocagua und führt von dort weiter nach Pucarani.

## Bevölkerung
Die Einwohnerzahl des Ortes ist im vergangenen Jahrzehnt um mehr als ein Viertel angestiegen:
| Jahr | Einwohner         | Quelle       |
| ---- | ----------------- | ------------ |
| 1992 | keine Detaildaten | Volkszählung |
| 2001 | 449               | Volkszählung |
| 2012 | 570               | Volkszählung |
| 2024 |                   | Volkszählung |

Die Region weist einen hohen Anteil an Aymara-Bevölkerung auf, im Municipio Pucarani sprechen 96,7 Prozent der Bevölkerung Aymara.